# Franz Steindachner
Franz Steindachner (11 tháng 11 năm 1834 – 10 tháng 12 năm 1919) là một nhà ngư học kiêm bò sát-lưỡng cư học người Áo.

## Tiểu sử
Franz Steindachner ban đầu dự định trở thành luật sư, nhưng lại bị thu hút bởi các mẫu cá hóa thạch. Nghe theo người bạn Eduard Suess, ông chuyển sang nghiên cứu khoa học tự nhiên tại Viên và chuyên về mảng ngư học.
Trong những năm 1860, ông đã mở rộng bộ sưu tập cá Hof-Cabinet bằng việc thu thập các mẫu vật từ châu Âu, quần đảo Canaria giữa Đại Tây Dương, từ châu Phi đến Trung Đông hay xa đến tận quần đảo Galápagos phía đông Thái Bình Dương. Trong thời gian này, Steindachner làm việc với Louis Agassiz tại Đại học Harvard, và cả hai cùng nhau đến Nam Mỹ tìm kiếm mẫu vật trong khoảng năm 1871–1872. Ngoài tự mình thu thập, Steindachner còn kiếm được mẫu vật từ việc trao đổi và mua bán, cũng như từ các món quà tặng.
Steindachner quay về Viên năm 1874 và trở thành Giám đốc bộ sưu tập động vật của Bảo tàng lịch sử tự nhiên, Viên vào năm 1887. Ông còn điều khiển các cuộc thám hiểm đến Địa Trung Hải (1891–1893) và Biển Đỏ (1895–1898). Chuyến du hành cuối cùng của Steindachner là đến Brasil vào năm 1903, khi ông đã 69 tuổi.
Steindachner còn là thành viên của Viện Hàn lâm Khoa học Áo và Viện Hàn lâm Khoa học Leopoldina lần lượt vào các năm 1875 và 1892. Năm 1898, Steindachner giữ chức Giám đốc Bảo tàng Lịch sử Tự nhiên Hoàng gia đến khi qua đời.